# (4588) Wislicenus
(4588) Wislicenus es un asteroide que forma parte del cinturón de asteroides y fue descubierto por Maximilian Franz Wolf el 13 de marzo de 1931 desde el Observatorio de Heidelberg-Königstuhl, Alemania.

## Designación y nombre
Wislicenus se designó inicialmente como 1931 EE.
Más adelante, en 2004, fue nombrado en honor del astrónomo alemán Walter Wislicenus (1859-1905).

## Características orbitales
Wislicenus está situado a una distancia media del Sol de 2,947 ua, pudiendo acercarse hasta 2,672 ua y alejarse hasta 3,222 ua. Tiene una excentricidad de 0,09328 y una inclinación orbital de 9,761 grados. Emplea en completar una órbita alrededor del Sol 1848 días.

## Características físicas
La magnitud absoluta de Wislicenus es 11,9.